# Geografia Egiptului

Localizarea Egiptului

Egiptul este o țară arabă din nordul Africii și din Orientul Mijlociu, limitată la nord de Marea Mediterană, la est de Fâșia Gaza, de Israel, de Golful Aqaba (prin intermediul căruia are contact cu Iordania și cu Arabia Saudită) și de Marea Roșie, la sud de Sudan iar la vest de Libia. Capitala sa este Cairo. Are o întindere de aproximativ 1.000.000 km², fiind pe poziția a 30-a ca întindere și o populație de circa 86.000.000 de locuitori (estimată în 2014), rezultând o densitate de circa 86 locuitori /km².

## Localizare
Egiptul (Herodot îl denumea „un dar al\ darul Nilului") este situat în partea de nord-est a continentului african, în fertila vale a Nilului („pământ negru”), lungă de circa 1000 km și lată de 10-20 km, mărginită la vest și la est de pustiuri („pământ roșu”).

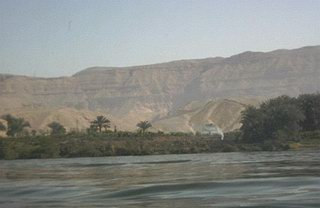
Nilul (in Egipt)

## Considerații generale
Suprafața pământului cultivabil în valea Nilului variaza între 25-50 km lățime, în regiunea dinspre Marea Mediterană, iar spre sud-est era mult mai îngustă. La est și vest munți stâncoși și deșerturi imense mărginesc Egiptul și, de fapt, îl și izolează de restul lumii antice.
Spre deosebire de aceste deșerturi, pământul din valea Nilului este extrem de bogat, datorită aluviunilor aduse în timpul revărsărilor periodice ale marelui râu.
Începând din luna iunie, fluviul Nil se umflă datorită zăpezilor din munții Abisiniei și din cauza ploilor din regiunile ecuatoriale. Până în luna septembrie, Nilul se revarsă acoperind întreaga suprafață cu nămolul vegetal bogat în îngrășăminte naturale. De aceea populația capta o parte a apelor revărsate pentru a le folosi la irigarea pământului în perioada de secetă.
Egiptul are și alte bogății naturale. În munții aflați la est și vest de Nil existau variate soiuri de piatră (calcar, granit, diorit, bazalt, porfir etc), la fel aramă (în Peninsula Sinai), aur (Nubia).